# Cricotopus fischeri
Cricotopus fischeri är en tvåvingeart som först beskrevs av Jean-Jacques Kieffer 1925.  Cricotopus fischeri ingår i släktet Cricotopus och familjen fjädermyggor.
Artens utbredningsområde är Tyskland. Inga underarter finns listade i Catalogue of Life.